# Brahmana chrysostoma
Brahmana chrysostoma és una espècie d'insecte plecòpter pertanyent a la família dels pèrlids.
Es troba a Àsia: l'Índia.